# Kechakli
Kechakli (azerbajdzjanska: Köçəkli, Köcəkli) är en ort i Azerbajdzjan.   Den ligger i distriktet Masallı Rayonu, i den sydöstra delen av landet, 170 km sydväst om huvudstaden Baku. Antalet invånare är 1 528.
Terrängen runt Kechakli är mycket platt. Närmaste större samhälle är Masally, 12,4 km sydväst om Kechakli.
Trakten runt Kechakli består till största delen av jordbruksmark. Runt Kechakli är det ganska tätbefolkat, med 185 invånare per kvadratkilometer.